# کارول میلر
کارول میلر (متولد ۴ نوامبر ۱۹۵۰) یک کشاورز، معلم و سیاستمدار آمریکایی است که از سال ۲۰۱۹ نماینده منطقه اول کنگره ویرجینیای غربی است. این ناحیه که از سال ۲۰۱۹ تا ۲۰۲۳ به عنوان ناحیه ۳ شماره گذاری شده است، نیمه جنوبی ایالت از جمله هانتینگتون، چارلستون، بلوفیلد و بکلی را پوشش می‌دهد.
میلر از سال ۲۰۰۷ تا ۲۰۱۳ نماینده منطقه ۱۵ در مجلس نمایندگان ویرجینیای غربی و از سال ۲۰۱۳ تا ۲۰۱۹ از ناحیه ۱۶ بود. او یکی از اعضای حزب جمهوری‌خواه است.